# Festiwal Filmowy w Bogocie
Festiwal Filmowy w Bogocie (hiszp.: Festival de Cine de Bogotá) – festiwal filmów nowych reżyserów odbywający się w Bogocie w Kolumbii od 1984 roku.